# Faster Than the Speed of Night (пісня)
«Faster Than the Speed of Night» («Швидше, ніж швидкість ночі»)  — пісня валлійської співачки Бонні Тайлер, другий трек з її четвертого однойменного студійного альбому (1983). Її написав та спродюсував Джим Стейнмен і вона вийшла на «Columbia Records» 1983 року. Як третій сингл з альбому «Faster Than the Speed of Night», вийшла після пісень «Take Me Back» та «Total Eclipse of the Heart».

## Історія
Пісня, яку створив Джим Стейнмен у стилі рок-музики, стала другим треком однойменного альбому 1983 року й вийшла як третій його сингл у квітні того року.

## Музичне відео
Кліп на пісню «Faster Than the Speed of Night» був знятий в абатстві Веверлі, розташованому в Тілфорді, Англія. Неподалік, на території будівлі абатства Веверлі, зняли й інше відео Тайлер на пісню «Have You Ever Seen the Rain?».

### Сюжет
Відео до пісні починається з того, що Тайлер веде хлопця атлетичної статури до ігрового залу, де вони пристрасно цілуються. Потім, відповідно назвам відеоігор з'являються фентезійні епізоди. Хлопець енергійно танцює у чорному танцювальному одягу, розмахуючи електрогітарою. Далі йде сцена, де Тайлер мріє про «красеня, який „має рухатися швидше за швидкість ночі“». Після цього наслідуючи сюжети різних відеоігор танцюристи починають битися, використовуючи гітари як мечі, і змагаються на мотоциклах. Протягом усіх цих сцен присутні кадри, на яких Тайлер серед готичних руїн співає про чоловіка, який «приносить їй задоволення, а вона йому». Відео закінчується тим, що менеджер гральних автоматів виганяє Тайлер та чоловіка з ігрового залу.

## Трек-лист
7" LP-сингл
1. «Faster Than the Speed of Night» — 3:30
2. «Gonna Get Better» — 3:06

## Чарти
| Чарт (1983)                               | Позиція |
| ----------------------------------------- | ------- |
| Ірландія (IRMA)                           | 17      |
| Норвегія (VG-lista)                       | 9       |
| Велика Британія (Official Charts Company) | 43      |